# Arroz de Morelos
El arroz del Estado de Morelos es una denominación de origen mexicana que protege e identifica el cultivo de arroz (Oryza sativa) en el estado de Morelos, en el centro de México. Debido a que ha conservado desde su origen ciertas características, tanto propias (genéticas) como del entorno (suelo y clima de Morelos), se considera un arroz de alta calidad, muy valorado agronómica y gastronómicamente. Las variedades protegidas son Morelos A-92, Morelos A-98 y Morelos A-2010, que fueron desarrolladas por el INIFAP en Zacatepec de Hidalgo. El municipio que concentra mayor producción de arroz es Jojutla de Juárez, además del primero, en 1836.
El arroz de Morelos obtuvo la DO el 16 de febrero de 2012.

## Historia
Fue en 1836 cuando se llevaron las primeras semillas de arroz a Morelos. Se trataba de arroz morado, y fue traído por Don Ricardo Sánchez desde Guerrero (en origen provenientes de Asia). Más tarde, en 1839, el español Don Gabino Carrandi traería al puerto de Veracruz semillas de arroz blanco. Ambos agrónomos se conocerían y mezclarían sus respectivas variedades en Jojutla, el municipio original del arroz de Morelos, dando lugar a una variedad fitomejorada. En 1910, la producción de arroz en Morelos ya rondaba las 12,000 t, mientras que en 1935 aumentó a 30,000 t. En 1939 se comenzaría a sembrar también Cuautla de Morelos. En 1952, el Gobierno de México expropia los molinos.
Desde la llegada del arroz a los valles de Morelos, la planta se ha ido adaptando al medio, lo que permitió la presencia de características únicas y de calidad. Actualmente y desde los años 80, este proceso de mejoramiento vegetal sigue en marcha gracias a los estudios del Instituto Nacional de Investigaciones Forestales, Agrícolas y Pecuarias (INIFAP). Los productores de arroz morelenses observaron cómo varios productores de otras áreas de México comenzaban a vender bajo la etiqueta «arroz tipo Morelos». Ante esta competencia desleal, en 1989 se dio inicio a la búsqueda de la Denominación de Origen, un proceso que concluyó en 16 de febrero de 2012.

## Denominación de origen
El 16 de febrero de 2012, el gobierno mexicano otorga la denominación de origen Arroz del Estado de Morelos vinculándolo a 22 municipios de dicho estado.
A nivel internacional, el gobierno mexicano registró la denominación de origen ante la Organización Mundial de la Propiedad Intelectual, conforme al Sistema de Lisboa, también en 2012, para los mismos municipios.

### Municipios

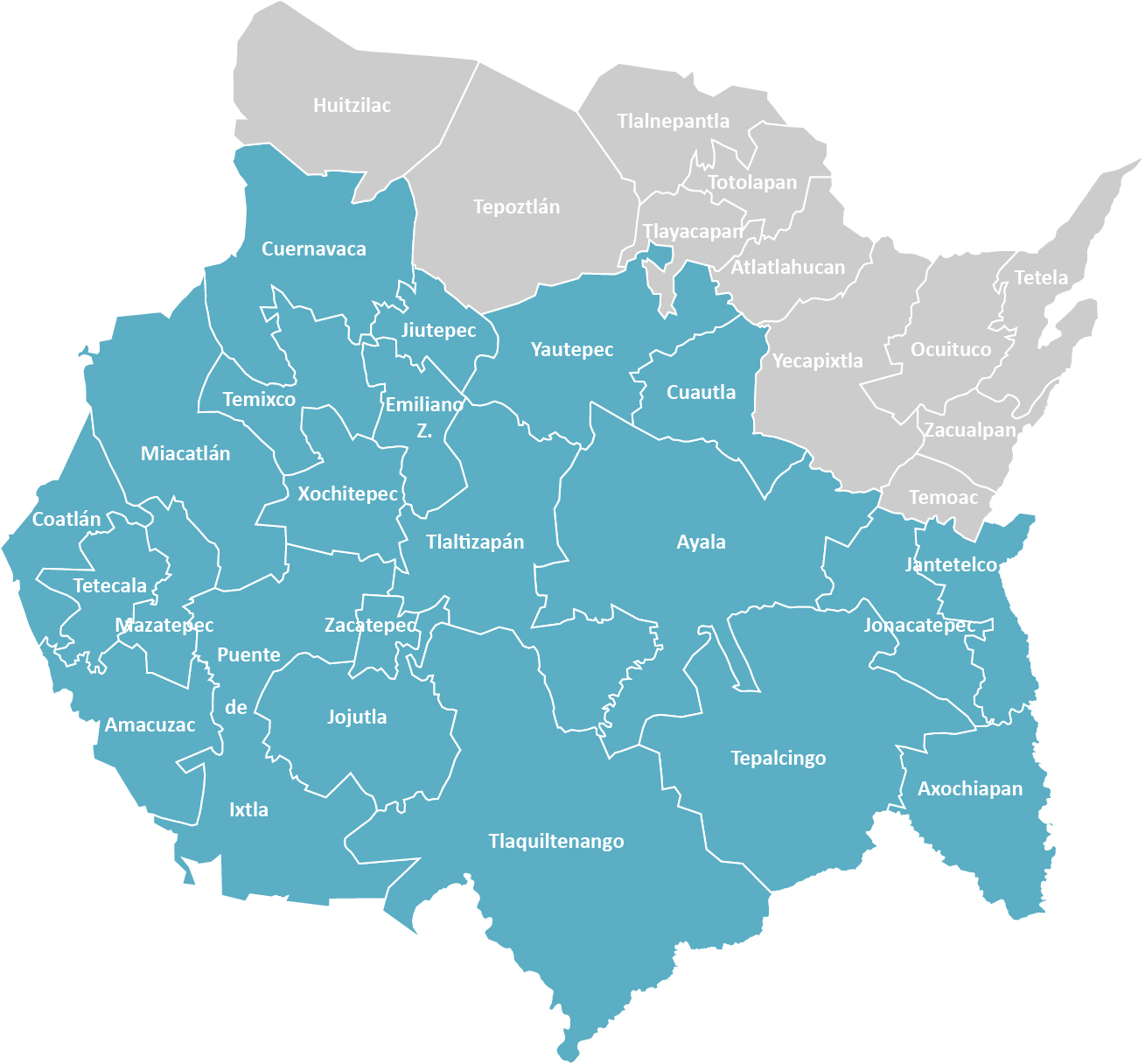
Municipios incluidos en la DO (mapa de Morelos)

Los municipios que gozan de la denominación de origen son: Amacuzac, Axochiapan, Cuautla de Morelos, Cuernavaca, Ciudad Ayala, Coatlán del Río, Emiliano Zapata, Jantetelco, Jiutepec, Jojutla, Jonacatepec, Mazatepec, Miacatlán, Puente de Ixtla, Temixco, Tepalcingo, Tetecala, Tlaquiltenango, Tlaltizapán, Xochitepec, Yautepec de Zaragoza y Zacatepec de Hidalgo (total de 22).

## Producción

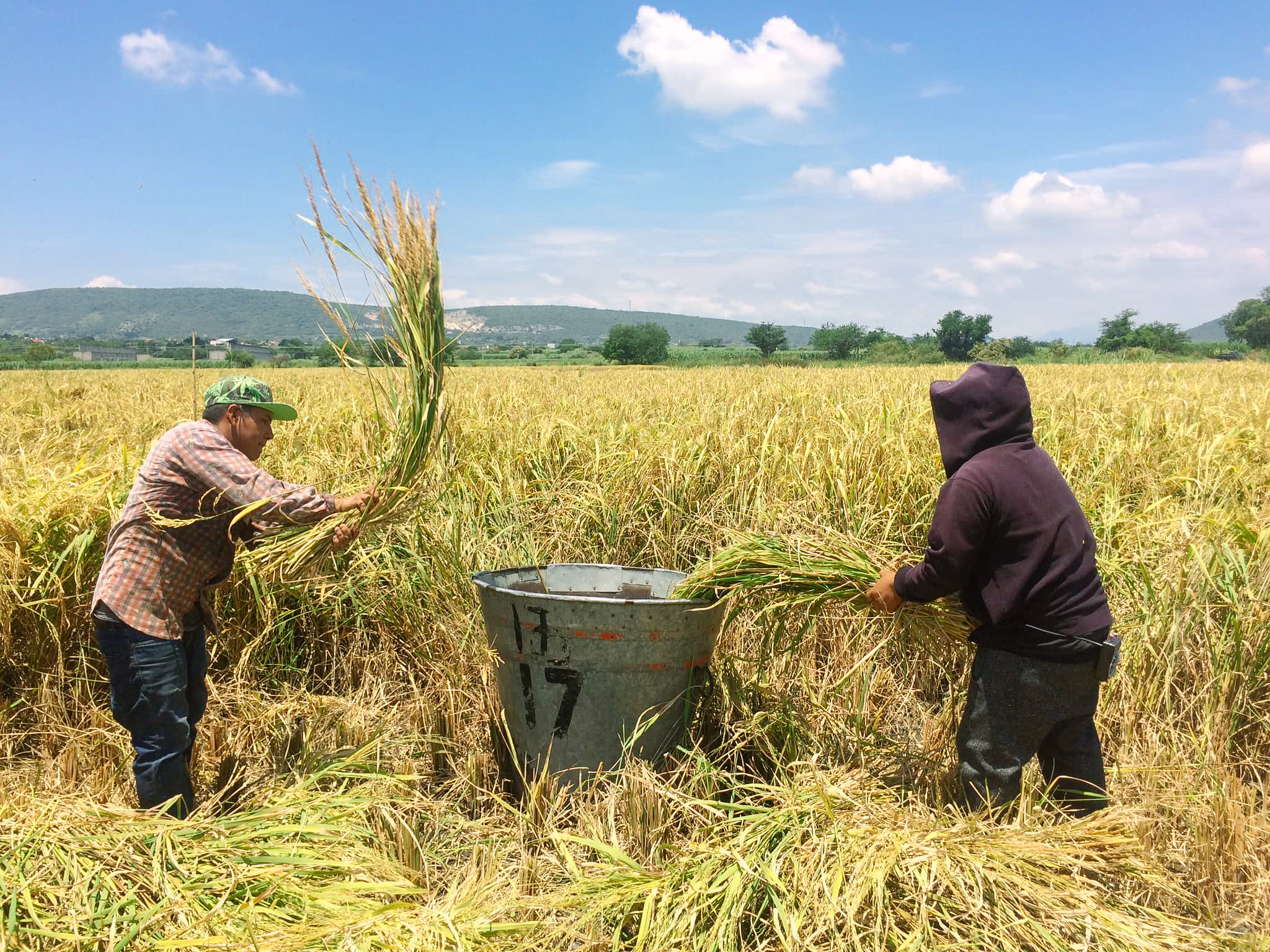
Cosecha del arroz en Cuautla

Los productos que abarca esta denominación son el Arroz del Estado de Morelos (AEM) Palay, el AEM integral o moreno y el AEM Pulido, así como los subproductos derivados de estos arroces (cascarilla, medio grano, tres cuartos de grano, granillo, salvadillo y la harina de arroz). Solo tres marcas ostentan la DO: Buenavista, Soberano y Perseverancia de Jojutla, antes conocida como San José.
El terreno accidentado hace difícil la siembra tecnificada, por lo que se trata de un cultivo artesanal. Debido a la producción artesanal, cada año se produce sólo el 1% (11.500 t) del consumo nacional de arroz en México. En cuanto a producción, Morelos es el quinto estado productor de arroz, con un 10% del total nacional.

### Cultivo
Con el cultivo y producción de arroz en Morelos se mantiene viva una tradición artesanal que da sustento a alrededor de setecientas familias. El valioso conocimiento que estas familias han desarrollado acerca del cultivo de arroz durante generaciones es, según el Gobierno, «determinantes en la obtención de buenos rendimientos y calidad del arroz de Morelos». Las semillas se guardan desde el año anterior y se germinan en almácigos hasta que las plántulas tienen el tamaño adecuado para trasplantarse al campo. La siembra se realiza manualmente, planta por planta, aunque antes se debe preparar la tierra. Estos campos se cuidan debidamente siendo hidratados sistemáticamente y vigilados para evitar plagas. Los «espantapájaros» (personas que vigilan todo el día el arrozal) mantienen alejadas las parvadas. La cosecha se realizará cuando las espigas cambien de color, de verde a amarillo (125-145 días después del trasplante).

### Molienda
La molienda del arroz de Morelos se realiza en un total de cinco molinos repartidos entre Cuautla, Jojutla y Puente de Ixtla, de los cuales tres son cooperativas de inversión social y dos de inversión privada. El proceso de moler y sacudir también se realiza manualmente. 

### Secado
El proceso de secado puede ser (1) natural o (2) artificial. El proceso (1) natural consiste en extender en un asoleadero el arroz húmedo entre 5 y 20 días, volteándose periódicamente, para reducir un 20% su humedad. Luego, se pasa a un secado «en cascada» que reduce la humedad hasta un 13-14%. En cambio, en el secado (2) artificial, se introduce en una secadora en dos ciclos, un primero que reduce la humedad entre un 19-30% y el segundo que la reduce al 18-19%. En ambos casos se debe realizar una criba, que desecha las impurezas y limpia el grano.

### Pulido
Tanto el arroz Palay como el integral pasan por un primer proceso de descascarado (eliminación de glumas), para más tarde separarse en dos grupos: el Palay pasará por un segundo descascaramiento mientras que el integral pasa directamente al proceso de pulido. Para lograr un arroz blanco y lustroso, el arroz de Morelos es expuesto a un tratamiento mecánico denominado «pulido», en el que unos conos de esmeril y frenos de poliuretano giran a 350 RPM en tres ciclos en los que se le extrae al grano el pericarpio, el aleurona y el endospermo. En este punto se separan también los diferentes subproductos del arroz: «cascarilla, medio grano, tres cuartos, granillo, salvadillo y harina».

## Características

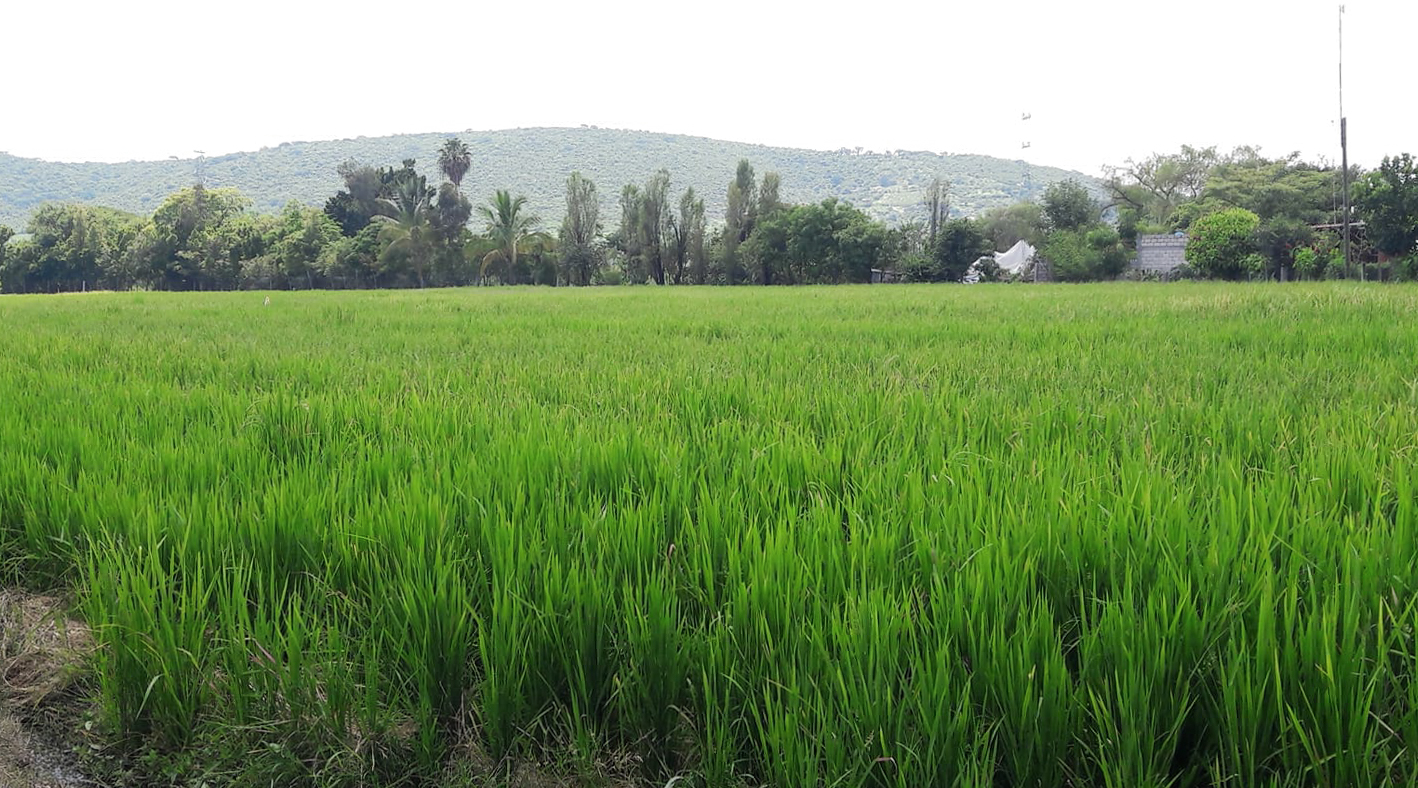
Arrozal en Morelos

### Suelo y clima
El suelo en Morelos se caracteriza por la baja porosidad debido a su alto contenido en arcilla, lo que contribuye a la retención de humedad. El cultivo de arroz se realiza a unos 800-1400 m s. n. m. Los valles de Morelos son muy fértiles y abundantes en agua. La estación lluviosa se da de junio a septiembre, con una media anual de 900 mm. Predomina el clima cálido subhúmedo, con una temperatura calurosa durante el día y fresca a la noche. El clima del pequeño estado morelense se caracteriza por ser suave todo el año, de media 21.5 °C, de mínima 10º y de máxima 32º; de hecho su capital, Cuernavaca, es conocida como la «Ciudad de la Eterna Primavera». Esto propicia los cultivos, no sólo de arroz, sino también de caña, maíz, jitomate, floricultura, algodón, mango, melón, papaya... entre muchos otros.

### Uso culinario
Se trata de un grano de arroz largo, que es rico en almidón y lisina, lo que proporciona una textura esponjosa pero no pegajosa, por lo que no se recomienda para sushi o risotto, pero sí para paella. El arroz de Morelos proporciona un mayor rendimiento: este arroz puede cuadriplicar su volumen tras cocinarse. Además, es capaz de absorber mejor los sabores.